# جو وو چان
جو وو چان (کره‌ای: 조우찬؛ زادهٔ ۲۰ ژانویه ۲۰۰۵) رپر اهل کره جنوبی است. او نخستین تک‌آهنگ همکاری خود را به نام «OGZ» در ۵ ژانویه ۲۰۱۸ منتشر کرد.